# Skæring
Skæring är en förort ca. 10 km nordost om centrala Århus. Orten är ett av de mest välbärgade områdena i Århusområdet.
Skæring Sogn hade den 1 januari 2006 4 977 invånare, varav 4 402 är medlemmar av danska folkkyrkan. 2005 föddes 57 barn i Skæring, och det var som allt 46 dödsfall.
Skæring har goda badstränder och en småbåtshamn (Kaløvig Bådelaug).
Militären har numera iordningställt en gammal tysk skytteterräng, som nu används för rekreation. Området kallas Mindelunden, ett namn som kommer av att den tyska besättningsmakten på platsen den 2 december 1943 avrättade fem motståndsmänniskor för deras deltagande i sabotaget på broarna vid Langå.